# Парк-сквер (Чернівці, вул. Стеценка)
Парк-сквер — парк-пам'ятка садово-паркового мистецтва місцевого значення в Україні. Розташований у межах міста Чернівці, на вулиці Стеценка, 3.
Площа 0,5 га. Статус присвоєно згідно з рішенням облвиконкому від 17.10.1984 року. Перебуває у віданні: Обласний ЛФК.
Статус присвоєно для збереження парку-скверу, заснованого в другій половині ХІХ ст. В його складі 25 цінних видів дерев та чагарників.